# Rosemary Karpinsky Dodero
Rose Marie Karpinsky Dodero de Murillo (* 24. Oktober 1936) ist eine ehemalige costa-ricanischer Diplomatin.

## Leben
Rose Marie Karpinsky Dodero de Murillo ist die Tochter von Consuelo Dodero Araya und Alejandro Karpinsky. Sie heiratete Fernando Murillo; ihre Kinder sind Marisia, Sandra und Rose Marie. Sie hat sieben Enkel. Rose Marie Karpinsky Dodero de Murillo erhielt ihr Abitur am Colegio de Niñas de Nuestra Señora de Sión, schloss ein Studium einer Geisteswissenschaft und der Philosophie an der Universidad de Costa Rica ab und wurde zur Doktorin der Philosophie der Universidad de Costa Rica promoviert, wo sie eine Professur innehatte.
Sie wurde im Bildungsbereich beschäftigt, war Abgeordnete in der Versammlung des Cantón de Montes de Oca für die Partido Liberación Nacional.
Von 1974 bis 1975 war sie Botschafterin in Jerusalem. Von 1986 bis 1990 saß sie in der Legislativversammlung von Costa Rica, der sie von 1986 bis 1987 vorsaß.
Von 1994 bis 1997 war sie Botschafterin in Madrid, sowie ab 1996 auch bei Hassan II. in Rabat und beim souveränen Malteserorden akkreditiert.
1997 war sie Botschafterin beim Heiligen Stuhl.